# Colymbotethidae
De Colymbotethidae zijn een familie van uitgestorven kevers. De familie is voor het eerst wetenschappelijk beschreven in 1994 door Ponomarenko.

## Taxonomie
De familie is als volgt onderverdeeld:
- Geslacht Colymbothethis Ponomarenko, 1993  †
- Geslacht Mormolucoides Hitchcock, 1858[3]  †